# Lithogeotrupes confusus
Lithogeotrupes confusus är en skalbaggsart som beskrevs av Nikolajev 2008. Lithogeotrupes confusus ingår i släktet Lithogeotrupes och familjen tordyvlar. Inga underarter finns listade i Catalogue of Life.